# Salpichroa didierana
Salpichroa didierana är en potatisväxtart som beskrevs av Jaubert. Salpichroa didierana ingår i släktet Salpichroa och familjen potatisväxter. Inga underarter finns listade i Catalogue of Life.